# 徐用儀

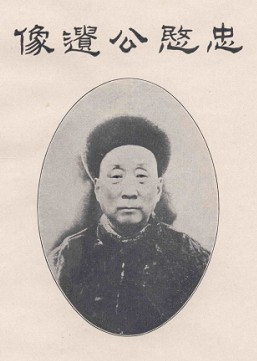

徐 用儀（じょ ようぎ、Xu Yongyi、1826年 - 1900年）は、清末の官僚。字は吉甫または筱雲。
浙江省嘉興府海塩県の出身。1859年、郷試に合格。その後、工部侍郎・総理各国事務衙門大臣・兵部侍郎・吏部侍郎などの職を歴任し、軍機大臣に昇進。1894年には太子少保を加えられた。
1894年、日清戦争の直前に主戦派と和平派の間で論争がおこったが、和平派の徐用儀は主戦派の翁同龢と衝突して解任された。1898年、戊戌の政変で西太后が再び政権を握ると、徐用儀も復職した。徐用儀は袁昶と許景澄を推薦し、両名は総理各国事務衙門大臣に任命された。1899年には徐用儀は兵部尚書に任命された。
1900年、義和団の乱が発生すると、徐用儀は義和団の行動の禁止を提議するが受け入れられなかった。各国の軍艦が天津に到着すると、朝廷では和平か戦争かで議論となった。徐用儀・許景澄・袁昶と戸部尚書立山・内閣学士聯元の5名は上書して、義和団を厳罰に処し、八カ国連合軍と和平を結ぶように主張した。しかし端郡王載漪らは主戦論を主張して、西太后も主戦論を支持したため、上書は受け入れられなかった。
7月29日、まず袁昶と許景澄が殺害され、徐用儀にも危険が迫っていることは明らかであったが、依然として意気軒高であった。8月11日、立山・聯元とともに逮捕され、菜市口で処刑された。8月14日、八カ国連合軍は北京に入り、西太后と光緒帝は西安へと逃れた。
12月、光緒帝は徐用儀らの名誉回復を行い、官職を旧に復した。1909年、忠愍の諡号が贈られ、許景澄・袁昶とともに「三忠」と称され、杭州西湖の孤山の南麓に三忠祠が建てられた。